# Lone Wolf
Lone Wolf – miasto w Stanach Zjednoczonych, w stanie Oklahoma, w hrabstwie Kiowa.